# ليلي سينغ
ليلي سينغ (بالإنجليزية: Lilly Singh) (ولدت في 26 سبتمبر 1988) هي شخصية كندية، من اصل هندي. أصبحت من مشاهير يوتيوب، ومدون فيديو، وكوميدية، وكاتبة وممثلة. وهي معروفة من قبل اسم مستخدم يوتيوب إيسوبيروماني.

## فيلموجرافيا
| Year | Film / Show                 | Role          | Notes                                                       |
| ---- | --------------------------- | ------------- | ----------------------------------------------------------- |
| 2014 | Gulaab Gang                 | Herself       | Playback singer and in song "Mauj Ki Malharein"             |
| 2014 | Dr. Cabbie                  | Herself       | Inspired by her real life character                         |
| 2015 | A Trip to Unicorn Island    | Herself       | Documentary                                                 |
| 2016 | العصر الجليدي: مسار التصادم | Bubbles/Misty | Voice Role                                                  |
| 2016 | أمهات سيئات (فيلم)          | Cathy         | Cameo                                                       |
| 2016 | الحياة في قطع               | Amanda        | Episode "Window Vanity Dress Grace"                         |
| 2017 | Bizaardvark                 | Herself       | Special Guest, Episode "Paige's Birthday Is Gonna Be Great" |

## جوائز
| Year | Award Show             | Category                                                         | Result | Ref.          |
| ---- | ---------------------- | ---------------------------------------------------------------- | ------ | ------------- |
| 2014 | جائزة شورتي            | YouTube Star                                                     | رُشِّح    | [ 7 ]         |
| 2014 | جوائز ستريمي           | Best Original Soundtrack (for #LEH; shared with Humble The Poet) | رُشِّح    |               |
| 2015 | MTV Fandom Awards      | Social Superstar of the Year                                     | فوز    | [ 8 ]         |
| 2015 | جائزة اختيار المراهقين | Choice Web Star: Comedy                                          | رُشِّح    | [ 9 ]         |
| 2015 | جائزة اختيار المراهقين | Choice Youtuber                                                  | رُشِّح    | [ 9 ]         |
| 2015 | جوائز ستريمي           | First Person                                                     | فوز    | [ 10 ] [ 11 ] |
| 2016 | جائزة اختيار المراهقين | Choice Web Star: Comedy                                          | فوز    | [ 12 ] [ 13 ] |
| 2016 | جائزة اختيار المراهقين | Choice Web Star: Female                                          | فوز    | [ 12 ] [ 13 ] |
| 2016 | جائزة اختيار المراهقين | Choice Youtuber                                                  | رُشِّح    | [ 14 ]        |
| 2016 | جوائز ستريمي           | Feature (A Trip to Unicorn Island)                               | فوز    | [ 15 ] [ 16 ] |
| 2016 | جوائز ستريمي           | Entertainer of the Year                                          | رُشِّح    | [ 15 ] [ 16 ] |
| 2016 | جوائز ستريمي           | Social Good Campaign (Girl Love Challenge)                       | فوز    | [ 15 ] [ 16 ] |
| 2017 | جوائز خيار الشعب       | Favorite YouTube Star                                            | فوز    | [ 17 ]        |

## وصلات خارجية
- الموقع الرسمي
- ليلي سينغ على موقع IMDb (الإنجليزية)
- ليلي سينغ على موقع ميوزك برينز (الإنجليزية)
- ليلي سينغ على موقع قاعدة بيانات الفيلم (الإنجليزية)